# Casa Palacio Atocha 34
La casa palacio actualmente conocida como Atocha 34 es un edificio del siglo XIX ubicado en el entorno del barrio de las Letras de Madrid, dentro del área de protección integral de la zona Centro de la ciudad. El edificio fue construido en 1852, probablemente en el solar que ocupaba antiguamente el convento de la Magdalena. En 2018 pasó a ser un hotel de lujo.

## Entorno
La casa palacio Atocha 34 se encuentra en el barrio de las Letras, que comprende la zona entre la calle de las Carretas hasta el paseo de Recoletos, y desde la Carrera de San Jerónimo hasta la calle de Atocha. Desde el punto de vista administrativo, la calle de Atocha es la línea fronteriza entre el barrio de las Cortes y el barrio de Embajadores.
La calle de Atocha es uno de los ejes urbanos más importantes de Madrid a lo largo de su historia. Fue la principal vía de comunicación del centro urbano con el sureste de la ciudad actual entre los siglos XVI y XIX, adoptando un largo trazado en línea recta. Esta circunstancia fue aprovechada en repetidas ocasiones por la Corona, que la utilizó como escenario de numerosos ceremoniales de la Corte (entradas reales, traslados de exequias, etc.). La calle finalizaba en la Puerta de Atocha, antiguamente emplazada donde hoy convergen el paseo del Prado y la glorieta del emperador Carlos V.
La iniciativa estatal contribuyó a hacer más elegante la cabecera de la calle Atocha con la construcción de edificios de grandes dimensiones e importancia monumental. En el entorno existen hoy espacios relevantes desde el punto de vista cultural como el Teatro Monumental, sede de la Orquesta Sinfónica de RTVE, el Colegio Oficial de Médicos, la parroquia de San Sebastián, la Sociedad Cervantina, el Palacio del Conde de Tepa o el Teatro Calderón.

## Historia del edificio

### Construcción y propietarios
El edificio fue construido en 1852, probablemente en el solar que ocupaba antiguamente el Convento de la Magdalena, fundado en 1560 y derruido en 1836. [2] Éste fue un monasterio de religiosas agustinas de la Magdalena, localizado en medio del arrabal de la Santa Cruz en la calle de Atocha, edificado sobre las ruinas de la antigua ermita de Santa María Magdalena, entre olivares y cañizares. En su parte trasera había un huerto que daba a la calle de la Magdalena.
Fue ordenado construir de nueva planta en 1852 por Nemesio Sancha y Herrera, por lo que su arquitectura es reflejo del éxito vital y profesional de este personaje, prototipo del burgués triunfador del siglo XIX. En este sentido, destacan sus amplios y ricos salones para recibir, decorados al estilo isabelino, así como algunos guiños a los avances tecnológicos de la época, como el uso del hierro fundido industrial o la carpintería metálica que sustituye a las labores de forja. En la decoración se rinde homenaje a sus méritos en el mundo mercantil y del Derecho, como se observa en las representaciones del dios Hermes y los laureles, repetidos en la  entrada y en la escalera principal. Su condición de jurista se refleja en los símbolos, integrados en la decoración, de los haces o fasces atados al estilo de los lictores romanos.
Hasta el año 2006, cuando el inmueble fue sometido a su última y actual remodelación, había sufrido numerosas reformas, ampliaciones y reparaciones. Tras diversos usos como viviendas, talleres y como colegio, su estado era de franco deterioro. Fue adquirido y rehabilitado por la sociedad Casa Palacio Atocha 34, S. L., que mantuvo su actividad entre 2006 y 2011 vinculada a la restauración y gastronomía. En esos años, se alojó en el inmueble el restaurante Alboroque, calificado entonces con una estrella Michelín, el restaurante La Arrocería de Atocha y la casa de comidas Casa María, hoy ubicada en la Plaza Mayor.  Entre 2011 y 2014 fue sede del Centro Ruso de Ciencia y Cultura, inaugurado por la reina doña Sofía y la esposa del presidente de la Federación de Rusia, Svetlana Medvédeva, durante los eventos del Año Dual España-Rusia.
En 2018, tras la aprobación por el Ayuntamiento de Madrid de un Plan Especial en el año 2011 que permite el uso hotelero y terciario del inmueble, es el hotel Atocha 34.

### Exterior de la casa palacio
El edificio consta de 3955 m² distribuidos en planta baja, entreplanta, tres pisos superiores y una cuarta planta bajo cubierta. Está construido en un solar de 1259 m², de forma casi rectangular, con 18 m de fachada que se amplían hasta 34 m en su parte trasera. La planta tiene un cuerpo central, con dos patios de luces a los costados, y un ala en la zona este que cierra un patio interior abierto, de 400 m².
La fachada, de estilo clásico, sobrio y elegante, cuenta con doce balcones de rejería rematados por molduras y una cornisa superior con ménsulas de ornamentos florales y vegetales. El frente a pie de calle es de granito, en el que destaca el gran portalón de madera, profusamente labrado. Sus ventanas son amplias y abalconadas, proporcionando luz natural a sus estancias. En su parte posterior se ha conservado un patio interior adoquinado, antiguo espacio de recreo y para entrada de carruajes.

### Interior
En su interior, destaca en primer lugar su antiguo paso de carruajes situado en la entrada, cuya altura alcanza los 7 metros y que conduce al jardín posterior. La fastuosa escalera principal, uno de los elementos originales y protegidos de la edificación, muestra en sus peldaños de pino melis el desgaste natural por las continuas pisadas a lo largo de su historia, y cuenta con una barandilla de rejería y una bella ornamentación a base de ménsulas, mascarones y motivos vegetales en escayola. Remata en un lucernario adornado con una gran moldura de fascios. La escalera sirve, como en su origen, de eje de las dos zonas donde se ubican las viviendas.
Casi todas sus estancias fueron reestructuradas, eliminando tabiques que dieron lugar a espacios amplios y luminosos de 3,5 m de altura. Los suelos fueron sustituidos por lamas de madera de jatoba y en algunos espacios se dejaron a la vista las antiguas vigas de madera. Según Casa Decor, «la característica más notable de este edificio señorial en su estado actual es el sorprendente maridaje de la arquitectura decimonónica con viviendas tipo loft, considerada una de las soluciones habitacionales de concepto más moderno del siglo XXI».
Se conserva gran parte de la decoración original de algunos espacios, como el gran salón y la “salita real” de la primera planta, de gran riqueza ornamental. A ellas se accede a través del patio de carruajes y la escalera principal, y sus ventanales se abren a la calle de Atocha. Su cometido era deslumbrar con su riqueza a los invitados, pues en ellas se producían las recepciones sociales más importantes que organizaban los propietarios del palacio. Esta estancia tenía una salita anexa con chimenea, donde los caballeros se retiraban tras la comida a la cena a fumar y a hablar de negocios y política.
Los elementos decorativos que subsisten hacen que el estilo decorativo, como en el resto del edificio, pueda inscribirse en el estilo Segundo Imperio o Napoleón III, iniciado en Francia, de inspiración neorrococó y que tuvo gran éxito entre la burguesía de toda Europa entre 1850 y 1880. En España, su equivalente fue el estilo isabelino.
El único espacio perfectamente conservado, a falta del mobiliario y los cortinajes, es la sala de fumar, cuyas paredes están decoradas con papeles pintados, probablemente procedentes de la Real Fábrica madrileña de papel pintado. Las molduras doradas son una recreación del estilo Luís XVI, que se volvió a poner de moda en este momento, en el que se vuelve a un gusto sinuoso y cargado de policromías. El protagonista de la sala es un frontal de chimenea realizado en mármol blanco de Carrara.
El espacio anterior a éste se reservaba como salón de baile o de recepciones. El techo de la habitación principal está decorado con molduras en forma de fasces o varas de abedul unidas por cintas, que también fueron empleadas para decorar otros espacios del edificio y aluden a la condición de juristas de su primer propietario. Completa la decoración del techo un gran tondo de cuyo centro pendía una gran araña de cristal que iluminaba la sala.
En cuanto a la distribución de sus plantas, cabe señalar que, en las grandes ciudades, las clases sociales además de organizarse por barrios se organizaban, sobre todo, “por alturas”. Un edificio como el palacio de Atocha 34 albergaba a un amplio espectro de clases sociales. Al no existir ascensores, el acceso a pie, varias veces al día, por la escalera a las plantas superiores requería un esfuerzo importante. Por ello, las viviendas más caras y lujosas estaban alojadas en la parte inferior del inmueble, y las más precarias y baratas en la superior. Esta distribución cambió con la aparición de los ascensores, que invirtió la valoración horizontal de los edificios. Por tanto, en la planta situada en el nivel de la calle estaban alojadas las tiendas comerciales, almacenes u oficinas. En la principal, como su nombre indica, lo estaban las estancias más destacadas del edificio, como los grandes salones y otras con altos techos y roca ornamentación. En este piso vivían las clases más acomodadas, mientras que en los sucesivos vivían las medias acomodadas, las bajas de oficinistas y obreros y, finalmente, en la última planta abuhardillada, los criados que trabajaban en el inmueble y otras personas con menor poder adquisitivo. Estos espacios también podían ser ocupados por pintores o fotógrafos, tanto por las necesidades lumínicas de su profesión como, a menudo, por su condición bohemia.

### Ampliaciones e intervenciones posteriores
El edificio fue rehabilitado en 2006. En dicha intervención se conservaron y recuperaron materiales de la construcción original, como las vigas de madera, molduras de escayola y rejería. En este sentido, se procuró potenciar los elementos que representaban un lujo o beneficio para sus habitantes.